# لينارت هيمينغ
لينارت هيمينغ (بالسويدية: Lennart Hemming)‏ هو لاعب كرة قدم سويدي، ولد في 13 مايو 1932، وتوفي في 19 أبريل 2002.